# Herman Ottó
Herman Ottó (született Herrmann Károly Ottó; Breznóbánya, 1835. június 26. – Budapest, 1914. december 27.) magyar természetkutató, zoológus (ornitológus, ichthiológus, arachnológus), néprajzkutató, régész és politikus. Sokoldalúsága előtt tisztelegve az utolsó magyar polihisztornak és a madarak atyjának is nevezték. Zoológiai szakmunkákban nevének rövidítése: „Herman”.
Miskolcon kezdte iskoláit, és fiatal kora ellenére majdnem beállt az 1848–49-es forradalom és szabadságharc katonái közé. A szabadságharc leverése után a bécsi politechnikumban mérnöknek tanult, de ezt családi okok miatt nem tudta befejezni. Bécstől is meg kellett válnia, hiszen nem jelent meg a kötelező sorozáson, ezért büntetésből 13 évre besorozták katonának, ahonnan csak nagy szerencsével tudott hamarabb leszerelni.
Nem volt diplomája, de önszorgalmának köszönhetően korának egyik jelentős természettudósa és a kiegyezés utáni magyar politikai élet fontos közszereplőjévé vált. Újságíróként és országgyűlési képviselőként a polgári haladás útján járt és Kossuth Lajos eszmei világát követte. Az autodidakta tudós gyűjtőmunkái mellett rengeteget tanult és eredményeit rendszeresen közzétette. Talán legnépszerűbb műve A madarak hasznáról és káráról című könyv, amely rövid idő alatt több kiadást is megért, további jelentős művei A magyar halászat könyve I–II. és a Magyarország pókfaunája I–III. kötetek.
Nevéhez fűződik a magyar őskőkorszak-kutatás és a magyar tudományos barlangkutatás megindítása, mivel a Miskolcon talált szakócák alapján ő állította elsőként, hogy éltek ősemberek Magyarország területén. Termékeny természetrajzi írói munkássága mellett mint tudományszervező is jeleskedett, hiszen 1877-ben alapította, és tíz évig szerkesztette a Természettudományi Füzeteket, továbbá 1893-ban alapította és haláláig szerkesztette a ma is megjelenő Aquila madártani folyóiratot. Közzétett tanulmányai közül több mind a mai napig forrásként is használható. A Magyar Ornitológiai Központ alapító igazgatója, a Magyar Néprajzi Társaság alapító tagja, majd később elnöke. 1879 és 1886 között az Országgyűlés munkájában függetlenségi párti képviselőként vett részt. A természettudomány érdekében végzett munkássága elismerésre méltó, politikusi tevékenysége jelentős és mindezek mellett az igényes ismeretterjesztés egyik magyarországi megteremtője volt.

## Élete
Felvidéki szász családba született, Herrmann Károly kamarai orvos (sebész) és hammersbergi Ganzstuck Franciska első fiúgyermekeként. Apja a családi énekeskönyv első oldalára ezt jegyezte be fia születésekor:

„1835 den 26 t. Juni, um halb 6 Uhr Abends ist

unser Sohn Carl Otto geboren.
”

Nagy családba érkezett, hiszen négy lánytestvére után elsőszülött fiú volt, majd később született még egy fiútestvére, aki ötéves korában meghalt, valamint további két húga is. A család német nyelvű volt, hétéves korától kezdett magyarul tanulni, és tizenkét éves koráig csak németül beszélt. Szülőhelyéről, a felvidéki Breznóbányáról 1847-ben költöztek át a Miskolc melletti Alsóhámorba. A természettudomány szeretete volt talán a legnagyobb öröksége, amit apjától kapott. Herrmann Károly ugyanis szerény jövedelméből, de tisztességben nevelte népes családját, és minden egyéb feladata mellett a természetnek is élt. A maga korában jelentős ornitológusnak számított, és a korszak vezető tudósaival, Christian Ludwig Brehmmel, Johann Friedrich Naumann-nal és Petényi Salamon Jánossal tartott fenn levelező kapcsolatot.

### Az ifjúság évei
Hamar kiderült róla, hogy szilaj természetű, aki ha csak tehette, a természetet járta, ahonnan tücsköt-bogarat és pókokat is begyűjtött. Fára mászott megfigyelni a madárfészkeket, és apja mellett megtanulta, hogyan kell madarat preparálni. Anyja persze mindentől óvta gyermekét, például egyszer télen eldugta a csizmáját azért, hogy hátha majd ezzel otthon tartja. Fia látva, mi történt, nem tudott mást tenni, mezítláb ment ki a jégre. Az ilyen esetek persze azzal jártak, hogy meghűlések és apró sérülések nem kerülték el, és már egészen fiatalon romlani kezdett a hallása.
Iskoláit Miskolcon kezdte az ágostai hitvallású esperesi középtanodában. Hogy ne kelljen naponta begyalogolnia a városba, apja egy iparoscsaládnál szállásolta el, étkezését pedig a menzán oldották meg. Tanára volt Máday Károly, aki a tudományok mellett igaz hazaszeretetre nevelte, és követendő példát mutatott azzal, hogy tevékenyen kivette a részét az 1848–49-es forradalom és szabadságharcból. A forradalmi hevület nem véletlenül őt is elkapta, és még csak tizennégy éves volt, amikor jelentkezett honvédnek. Azt hallotta ugyanis, hogy a tüzérségnél fiatalabb fiúkat is felfogadnak ágyútisztogatónak. Egy barátjával megszökött otthonról, hogy a szabadságharc katonája lehessen. A véznácska ifjút azonban hazaküldték, főleg azért, mert hiányzott apja írásbeli beleegyezése a katonai szolgálathoz. Ez a fajta magyar öntudat és nemzeti ragaszkodás végigkísérte életét késő aggkoráig. Magyarságát azzal is jelezte, hogy német származású nevét megkurtítva a Herrmann helyett ő Hermannak írta. Első keresztnevét, a Károlyt elhagyta, és helyette a másodikat, az Ottót használta. Élete végéig Kossuth Lajos híve maradt, akit később többször meglátogatott torinói száműzetésében.
A szabadságharc leverése olyannyira megviselte, hogy felhagyott a tanulással, és Miskolcon egy helyi lakatosmester segédjeként, majd később a korompai gépgyár munkásaként dolgozott. Apja talán egyet is értett ezzel az iránnyal, hiszen saját szegénységük okán orvosnak valószínűleg nem akarta és hasonló okok miatt tanárnak sem, aztán a természet kutatása meg főleg nem adhatott volna megélhetést fiának, ezért azt gondolták ki közösen, hogy mérnököt faragnak belőle. 18 éves korában Bécsbe utazott, és beiratkozott a bécsi politechnikum előkészítő tanfolyamára. Mérnöki pályáját azonban kettétörte apja 1854 tavaszán bekövetkezett halála. Hat leánytestvérével maradt édesanyja további tanulmányait már nem tudta anyagilag támogatni, ezért géplakatosként dolgozott egészen 1856-ig. Természetszeretete azonban itt is megmutatkozott, hiszen amikor a gyár olajszagú műhelyéből kiszabadult, akkor a bécsi természetrajzi múzeumban, az úgynevezett császári Naturalienkabinettben töltötte minden szabadidejét. Itt ismerkedett meg a rovartan kiemelkedő svájci kutatójával, Carl Brunner von Wattenwyllel. Sokat tanult a mestertől, akivel együtt gyűjtötték és preparálták a rovarokat. Brunner figyelt fel arra, hogy milyen jól rajzol, és elkészíttette vele a rovartani dolgozatainak illusztrációit. Az itt szerzett tudás köszön vissza később híres pókmonográfiájában, vagy a Magyar halászat könyvében látható Herman-illusztrációkon.

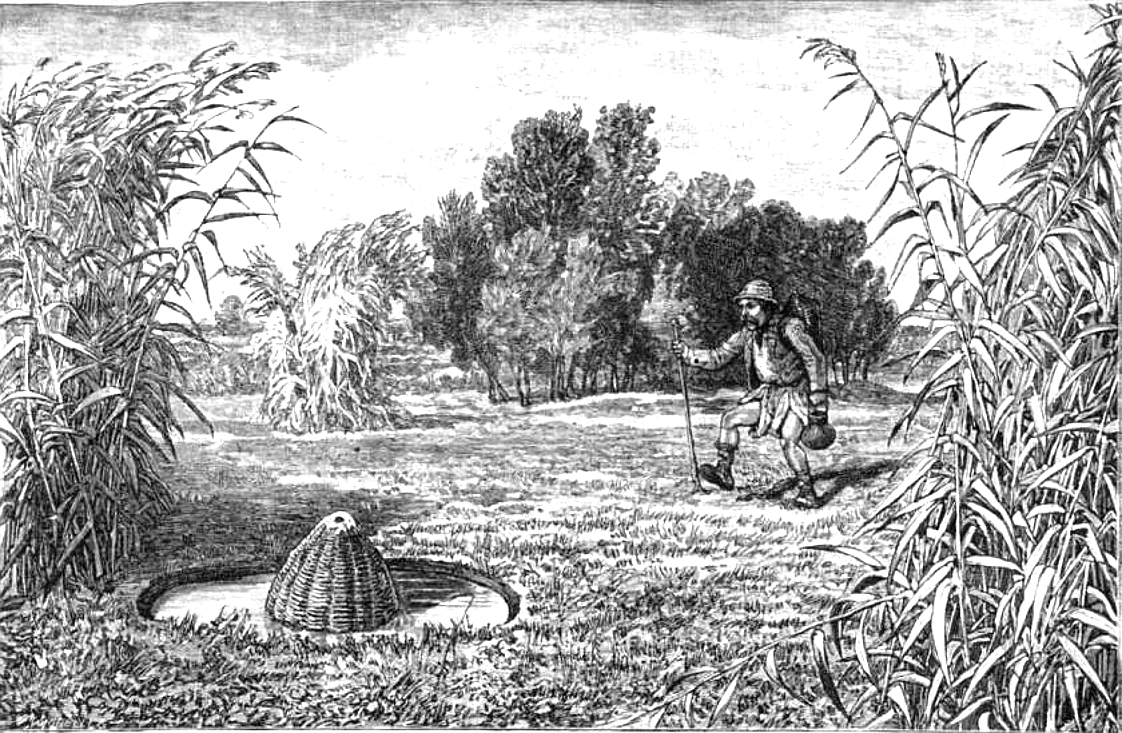
Herman Ottó: Csíkász az Ecsedi-lápon

Bécsben nem érezte magát teljesen egyedül, hiszen bejáratos volt a Mayer családhoz, ahol a családanyát „meine liebe wiener Mutter”-nek (kedves bécsi édesanyám) szólította, míg őt „Wurmdoktornak” (féregdoktornak) hívták. Itt érte az első szerelem is, hiszen Fräulein Kapellert a szó nemes értelmében a barátnőjeként tisztelte. De a kialakuló idillt megzavarta, hogy nagyothallására hivatkozva nem jelent meg a kötelező sorozáson, mivel azt gondolta, „az osztráknak nem fogok szolgálni”. Ez a fajta passzivitása azonban visszaütött, mert szökevénynek nyilvánították, és 1857-ben kényszerrel a sorozóbizottság elé állították. A katonaorvos nagyothallását egyszerű szimulálásnak minősítette, és büntetésként 12 évre besorozták katonának.

### Katonaévek
Katonai szolgálatát Zólyomban két évig tartó katonai kiképzéssel kezdte, majd egységével a dalmát tengerpartra vezényelték. Ebben az időben már őrmester, hiszen elöljárói felismerték, hogy igazi kincs a laktanya embertelen és zord világában. Olyan katona volt, aki gyöngybetűkkel írt, mindent meg tudott fogalmazni, miközben több nyelven beszélt és példás precizitás jellemezte az apró, ügyességet igénylő feladatok végrehajtásában. Ezek után nem lehet csoda, hogy hamarosan írnoki feladatokat végezhetett, és az ezredirodán nélkülözhetetlen lett. Dalmáciai szolgálata révén láthatta Fiumét, Zárát, és Raguzában két évet tölthetett el.
Herman őrmester a laktanya zárt világát úgy viselte el, hogy a tenger szerelmese lett, és kimenői során a tengerpartot kutatta.
Követtem az apályt, megláboltam a dagályt; néztem a sirály lenge röptét, mellyel a hullámszínét követte. Gyermekéveim legszebb álma – sok szép tengeri csiga! – beteljesedett…
Ezekről az időkről és az itt szerzett élményeiről később a Vasárnapi Ujság hasábjain Adriai képek című cikksorozatában számolt be.
A büntetésként kirótt 12 évi katonai szolgálatból nagy szerencséjére korábban kiválhatott. Olyan becsülettel és szorgalommal látta el ugyanis feladatait, hogy az ezred parancsnoka, I. alezredes, amikor megkapta saját Bécsbe szóló kinevezését – ahova nem vihette magával –, megkérdezte, hogy mit tehet Hermanért. „Eresszenek engem haza!” – volt gyors válasza, és pár nap múlva, 1861. szeptember 7-én immáron obsitosként utazhatott hazafelé.

### A népszerűség útján
A seregből négy év, tizenegy hónap és két napos szolgálat után sikerült leszerelnie, és folytathatta természettudományi vizsgálódásait. Az Adriáról hazaérve Alsóhámorba néhány hónapig kikapcsolódásként a Bükk-vidék területén vadászott, és madarakat preparált. Ekkoriban újra fellángoltak a nagyhatalmak elleni forradalmi mozgalmak, és Herman is fellelkesült, hogy most már ő is harcolhat az elnyomók ellen. Bécsen keresztül Észak-Itáliába utazott, és csatlakozott a Milánó környékén harcoló olasz szabadcsapatokhoz. 1862-ben továbbment Lengyelországba, és részt vett a januári felkelésben. Itt lőtték át carbonari kalapját, amit aztán a haláláig megőrzött. 1863-ban kiábrándult amiatt, hogy a forradalmi mozgalmak nem tudtak átütő sikert elérni, hiszen elmaradt az általános nemzeti felkelés, ezért inkább visszatért Magyarországra.
Hazatérte után Kőszegen két társával „fényirdai műtelep”-et alapított, és a csődbe menetelig fényképészként dolgozott. Itt ismerkedett meg Chernel Kálmánnal, akinek ajánlásával 31 éves korában a Brassai Sámuel igazgatta kolozsvári Erdélyi Országos Múzeum preparátora lehetett. Itt olyan vehemenciával vetette bele magát a tudományos életbe, mintha pótolni szerette volna minden addig elfecsérelt idejét. Tanulni és alkotni vágyott. Méhelÿ Lajos így írt róla:

„Herman Ottó nem volt céhbeli zoológus, amit ugy kell értenünk, hogy nem ment át a zoológiai disciplinák egységesen kimüvelő hatásán és nem szerezhette meg a zoológiai ismereteknek azt az alapját, mely rendes körülmények közt a sikeres, önálló munkásságnak elengedhetetlen föltétele. Ámde reá e tekintetben sem lehet a szokásos mértéket alkalmazni, mert, ámbár autodidakta volt, akinek önszerezte ismeretkörében mesés értékek mellett itt-ott nagyobb hézagok is akadtak, ez utóbbiakat bámulatos könnyüséggel tudta kitölteni, vagy legalább áthidalni. Ezt pedig szinte öntudatlanul, őserejü zsenialitásával érte el, mert elméjének élessége mellett, ha tudásában valamilyen hiányt vett észre, nem nyugodott, mig azt tökéletesen ki nem egyenlitette; ha pedig az összefüggések hosszu sorozata miatt nem tehette, akkor – a lángelmék rendes szokása szerint – uj magyarázattal, vagy elmélettel tudta a szükséges kapcsolatot létrehozni. Ilyen esetekben nagy segitségére volt gazdag képzelőereje, ugy hogy – ha nem is mindig – szinte ösztönszerüen fején találta a szöget.”

– Méhelÿ Lajos

Kolozsvári tartózkodása során gyakran járt színházba, ahol rossz hallása miatt az első sorból nemcsak az előadást figyelte, hanem a művésznőt, Jászai Marit is. Kettejük kapcsolata 1871-ben kezdődött, és 1872 tavaszáig tartott. Levélben kérte meg a színésznő kezét, aki igent mondott, de mégsem léptek házasságra, mert Mari a Nemzeti Színházba szegődött.
Nehézsége is akadt bőven, hiszen hiába volt a fizetése magasabb, mint a pályázaton elnyert évi 300 forint, hiszen ekkor már 600-at kapott, amit kiegészítettek 200 forint szállástérítéssel is. Mégis folyamatosan anyagi gondjai voltak, és Brassaival kiéleződött személyes ellentéte miatt otthagyta a múzeumot, és politikai szárnypróbálgatásai keretében újságíró lett. A Magyar Polgárnál megjelenő írásaiban útirajzokat, társadalmi vonatkozású kisebb cikkeket írt, de például jelentősebb megnyilvánulása volt, hogy szimpatizált a Párizsi Kommünnel. A helyzet azonban azt hozta, hogy 1872-ben úgy látta jobbnak, ha elhagyja Kolozsvárt és máshol keresi a boldogulást. 22 krajcárral a zsebében, a vállán vadászpuskájával, kíséretében hűséges társával, Csóri kutyával indult útnak, és majdnem eljutott Afrikába, de végül a magyar fővárosban kötött ki.
1875-ben Trefort Ágoston ugyanis kinevezte a Magyar Nemzeti Múzeum állattárába őrsegédnek, ami nem jelentett ugyan nagy jövedelmet, de legalább hivatali lakáshoz juttatta a múzeum földszintjén. Itt a Természettudományi Társaságtól kapott megbízásból hatalmas gyűjtőmunkával összeállította, majd megírta Magyarország pókfaunáját és a magyar népi halászat történetét. 1877-ben létrehozta, és tíz évig szerkesztette a Természetrajzi Füzeteket. A madártan nemzetközileg elismert tudósaként számos könyvet írt a madarakról. Jelentős volt munkássága a néprajz, a nyelvészet és a régészet terén is.
Kivette részét a közéletből is: 1879–1883 között Szeged, 1893–1896 között Miskolc, majd Törökszentmiklós függetlenségi párti országgyűlési képviselője volt. Politikusként is szót emelt a természettudományi ismeretek terjesztéséért, mert elvei szerint a természetben felismert harmónia segíthet jobbá tenni a társadalmat.

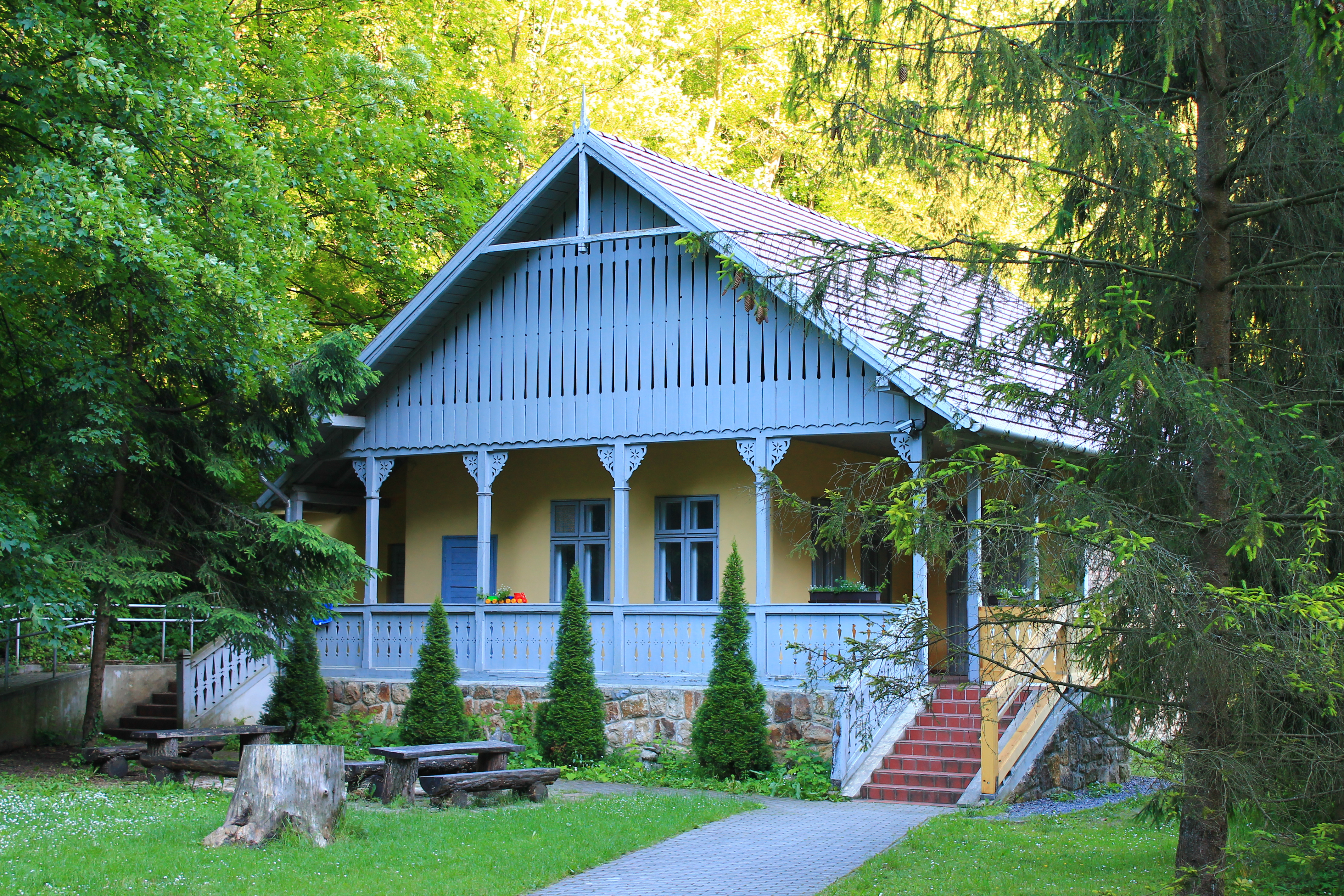
Herman Ottó egykori nyaralója, a Pele-lak

1885-ben vette nőül fiatal barátjának nővérét, a nála húsz esztendővel fiatalabb Borosnyay Kamilla (1856–1916) írónőt. Az avasi református templomban esküdtek meg. Felesége nagy segítsége volt rosszul halló férjének, mindenhová elkísérte, és segített feljegyezni a fontosnak tartott dolgokat. Vele húzódott vissza a házasságkötéskor vásárolt lillafüredi nyaralóba, a Pele-lakba.

### Élete alkonyán
Igazi tudós ember volt, és csak idősebb korában emlegette többet azt a hiányosságát, amit édesanyja is megmondott, hisz azt szerette volna, ha diplomát szerez, mert akkor lesz igazi ember belőle: „igaza is volt az én édes Anyámnak. Nem is lett belőlem ember. Se diplomám, se semmim…”
75 éves korában a budapesti József körút és a Baross utca kereszteződésében a szinte már alig halló, gondolataiba feledkező tudóst elütötte egy villamos. Elszenvedett sérüléseiből szerencsésen felépült, és újra aktívan írhatott, de a baleset után két évvel kisebb szélütés is érte. Ettől keze reszketőssé vált, és csak óriási akaraterejének köszönhetően tudott megint írni, hogy elkezdett néprajzi tanulmányait befejezhesse. 1914 novemberében jelent meg a magyar pásztorok nyelvkincsét bemutató munkája. Nem volt ő városba való, hiszen nagyothallása miatt számtalan urbanizációs veszély leselkedett rá. 1914. december elején egy hideg téli nap délelőttjén megint közlekedési balesetet szenvedett, ekkor egy teherhordó szekér ütötte el a Múzeum körúton.
Bal lábszára tört el, ami nem lett volna magában végzetes, de lábadozás közben a sok fekvéstől tüdőgyulladást kapott, és szívbénulás következtében december 27-én meghalt. 1914. december 29-én, a Földművelésügyi Minisztérium saját halottjaként, evangélikus szertartás szerint Budapesten temették el. Bárczy István főpolgármester a főváros nevében díszsírhelyet ajánlott fel a Kerepesi temetőben (IX. tábla, I. sor 85.). Entz Géza mondta a búcsúbeszédet a Királyi Magyar Természettudományi Társulat, a Magyarhoni Földtani Társulat Barlangkutató Szakosztálya és a Magyar Földrajzi Társaság nevében. Az első világháború miatt temették Budapesten, 1965-ben hamvait Miskolc város tanácsa elhozatta, hogy végakaratának megfelelően a felsőhámori köztemetőben helyezze örök nyugalomra.

## Tudományos műve
Az Erdélyi Múzeum Egylet szerény viszonyok között működött. Az országszerte ismert, de már korosodó Brassai Sámuel volt a Természettudományi Szakosztály vezetője, akinek összes segítsége egy szolga volt, és igen szerény körülmények között rendezgette a kolozsvári gyűjteményt. A fejlesztés érdekében a maga ezer forintra rúgó igazgatói fizetésének egyharmadáról mondott le, és arra írt ki pályázatot, hogy konzervátor is segíthesse az ottani munkát. Herman Ottó éppen ebben az időben ejtett el egy albínó pacsirtát, melyet preparált, és egy kitömött hermelint elküldött pályázat gyanánt, mellékelve munkáihoz Chernel Kálmán támogató levelét. Brassai az 1864. április 6-án rendezett ülésen jelentette be, hogy a maga költségén felfogadott egy kőszegi egyént.
Sokirányú tudományos munkássága és politikai szerepvállalása a Kolozsvárott eltöltött 1864–1872 közötti időszakban kezdődött. Első jelentősebb tudományos írását itt készítette a kabasólyomról, ami 1865-ben jelent meg Falco subbuteo Linné címmel. Kolozsváron több népszerűsítő írást készített, például 1866-ban a Kolozsvári Nagy Naptárban jelent meg A pók és művészete című. Brassai és Herman egyébként teljesen egyforma vágásúak voltak. Ha együtt megjelentek valahol, ott mindketten kitűntek külsejükkel, hiszen vállig érő hosszú hajat hordtak és mellet verő dús szakállt viseltek. A sokakat meglepő külső mögött olyan személyek voltak, akik tudni és tapasztalni akartak mindent, de legfőképpen azt, miképp élnek együtt az állatok a természettel. A két tudós azonban nem volt egyforma jellem: Brassai szeretett a részleteken eltűnődni és az apróságokra sok időt fordított, míg Herman a nagy általánosságok, nagy egységek felé törekedett és részletekre leginkább csak az életét végigkísérő polémiák (elvi természetű vita) során törekedett.
Herman tudományos munkája során nem az volt a célja, hogy kitűnjön, hiszen egyenesen megvetette azokat a tudósokat, akik csak arra szenteltek időt, hogy még le nem írt állatfajokat keressenek azért, hogy így örökítsék meg nevüket a tudományban. Ő ehelyett megpróbált összefüggéseket keresni és a tapasztalatait úgy közzé tenni, hogy azt az egyszerű ember is megértse. Az erdélyi gyűjtemény gyarapítása érdekében több gyűjtőúton vett részt, például a Székelyföldön és a Mezőségben is. Munkájának eredménye, hogy gyarapították és gondozták a később egyre nevezetesebbé váló állattani gyűjteményt. Zoológiai gyűjtései mellett figyelmet érdemel, hogy ásványokat is gyűjtött, és nevéhez kötik a szienit és a ditroit megtalálását.
Növekvő hazai és nemzetközi tekintélyének köszönhetően hamarosan új feladat kínálkozott számára. Felkérést kapott Bécsből, hogy utazzon régi barátjához, Carl Brunnerhez, és vegyen részt egy Kamerunba tervezett afrikai állattani gyűjtést folytató expedícióban. Ekkor a magyar Természettudományi Társaság többéves ösztöndíjat adott neki, hogy itthon tartsa. Ez Szily Kálmánnak és Frivaldszky Jánosnak volt köszönhető. A külföldi út helyett megírta a nagy nemzetközi elismerést arató, a hazai pókfaunáról szóló monográfiáját, amelyben 328 pókfajtát írt le, és ebben a művében 36 új faj leírását végezte el.
1875-től a Magyar Nemzeti Múzeum munkatársa volt. Itt dolgozva olyan tanulmányokat tudott közzétenni, mint a már említett pókfaunáról szóló monográfia, amely 1875-ben, 1877-ben és 1878-ban jelent meg, és saját kezű illusztrációival mutatott be. A háromkötetes munka azért is vált külföldön is ismertté, mert szerzője az első és a második kötetet magyar és német nyelven is megírta. A könyv lapjain két szövegoszlopot helyezett el. Az első volt a magyar, a másik a német. A harmadik kötetet magyarul írta, csupán függelékében van német összefoglaló. A mű kétnyelvűségének nagy volt a jelentősége, hiszen addig a tudományos értekezések általában német nyelven jelentek meg. A magyarul publikált műveket ritkán fordították le németre, ezért ezzel a megoldással külföldön is olvashatták és egyúttal a magyar olvasóközönség számára is elérhető volt. Nagy érdeme, hogy így elősegítette a magyar nyelv tudományos életbe történő bevezetését.
1883-ban jelentős szerepet játszott az Állatvédő Egyesület megalapításában, és 1885-ben rendezte meg híres halászati kiállítását is. 1888-ban norvégiai tanulmányúton vett részt, és hatalmas madártani anyaggal érkezett haza. 1891-ben nemzetközi ornitológus kongresszust szervezett. Bejárta az országot, Bugacot, a Nagykunságot, a Bakonyt, Somogy vidékét, Erdélyt néprajzi adatokért, de tárgyakat, preparált állatokat is gyűjtött. Az 1896-os millenniumi ünnepségeken nagy sikerű kiállítást rendezett, amely 1900-ban Párizsba is kijutott.
1893-ban ő hozta létre a Magyar Ornitológiai Központot, amelynek haláláig igazgatója volt, és részt vett a Magyar Néprajzi Társaság megalapításában is. Rengeteget publikált, sok könyvet írt, több folyóiratot szerkesztett, és sokat tett a tudományok népszerűsítéséért. Fontos szerepet játszott az Állatvédő Egyesület 1883-as megalapításában, és elkészítette a magyar állattartás történeti összefoglalóját és szakszótárát.
A századfordulóra elkészült talán legnépszerűbb műve, A madarak hasznáról és káráról, amely rövid idő alatt több kiadást is megért. Első négy magyar kiadásának éve 1901, 1904, 1908 és 1914, de megjelent németül 1903-ban és angolul 1909-ben is. Ötödik magyar kiadása 1960-ban jött ki a Gondolat Könyvkiadó Nemzeti Könyvtár sorozatában, majd 1985-ben és 1998-ban is kiadták, újra bizonyítva azt, hogy a mű ma is hasznos és élő alkotás. Az ehhez hasonló közérthető tanulmányaival az igényes ismeretterjesztés egyik megteremtője volt.
Kiemelkedő munkásságának megítéléséhez az is hozzátartozik, hogy olyan átmeneti időszakban élt, amikor a nemzetközi tudományos életben mutatkozó specializálódás Magyarországon is jelentkezett és napirendre került számos tudományág megalapozása. Így került abba a helyzetbe, hogy sokirányú érdeklődési köre miatt több területet érdemben kutathatott (biológia, zoológia, ornitológia, ichthiológia, arachnológia, entomológia, antropológia, etnográfia, lingvisztika, paleontológia és archeológia). A feszített munkatempó és ez a sokrétűség egyben azt is magával hozta, hogy egyes témakörökben nem volt alapos: felületes megállapításokat is tett bőven. Ez azonban nem jelenti azt, hogy bármilyen árnyék vetülne munkásságára, ezt az is alátámasztja, hogy írásai közül több a mai napig hasznosítható alapmunka. Munkásságával hazai ismertsége mellett nemzetközi hírnevet is szerzett és 1900-ban megkapta a Francia Becsületrendet.

### Ornitológiai munkássága
Már fiatalkorától vadászott és végzett madármegfigyeléseket. Kőszegen például egy azon a vidéken ritkaságszámba menő ugartyúkot (Burhinus oedicnemus) ejtett el, és azt kitömve Chernel Kálmánnak adta. A vele szövődött barátság eredményezte, hogy ajánlásával jó eséllyel pályázhatott állatpreparátori állásra. Kolozsvárra így került Brassai Sámuel mellé, és az Erdélyi Múzeum-Egylet állattárát több madárritkasággal gazdagította. 1867–68-ban Gyekén és Mezőzáhon végzett madártani megfigyeléseket. Itt olyan madárritkaságokat gyűjtött be, mint a kis sirály (Hydrocoloeus minutus), a rozsdástorkú pityer (Anthus cervinus) és a kékcsőrű réce (Oxyura leucocephala).
Az 1880-as évektől kezdett behatóbban foglalkozni a tudományos madártannal, az ornitológiával. Akkoriban a német ornitológiai iskola elsősorban a kitömött példányokat vizsgáló és azokat leíró, a morfológiai vizsgálatokat előtérbe helyező gyakorlatot követte. Ő azonban az életmód- és táplálkozáskutatást részesítette előnyben elsősorban azért, hogy rámutasson a madárvédelem fontosságára. A madarak begytartalmának vizsgálatával több madárfajról bebizonyította, hogy nem olyan kártékony, mint azt addig gondolták.
A hazai madárfauna mellett Lendl Adolffal két hónapon át az északi sarkkörön túli norvég fjordok és Lappföld madárvilágát is tanulmányozta. Az 1888-as norvégiai tanulmányútról hazahozott hatalmas madártani anyag és az ottani tapasztalatok eredményeként írta meg Az északi madárhegyek tájáról című tanulmányát. 1891-ben munkatársaival megrendezte Budapesten a II. Nemzetközi Madártani Kongresszust. 1893-ban az ő hathatós közreműködése eredményeként jött létre a Magyar Ornitológiai Központ, amelynek alapító igazgatója volt, és 1894-ben megalapította a madártani kutatásokkal foglalkozó Aquila című folyóiratot. A központban olyan kiváló ornitológusok voltak a tanítványai, mint a későbbi vezető Chernel István és Csörgey Titusz. 1901-ben A madarak hasznáról és káráról címmel jelent meg munkásságának legnépszerűbb könyve. A mű 81 madárfajt mutatott be a földet művelő ember számára is érthető módon. Ez a fajta ismeretterjesztés nagyban hozzájárult ahhoz, hogy a könyv népszerű lett, és sokan elolvasták.
A madárvonulások megfigyelését még az Erdélyi Múzeum munkatársaként kezdte. Ehhez adott nagy segítséget az, hogy Cornelius Mortensen dán ornitológus 1899-ben bevezette a madárgyűrűzést. A Magyar Ornitológiai Központ munkatársai 1908-ban a világon harmadikként kezdtek el szervezett gyűrűzéseket végezni. A madárgyűrűzés jelentőségét Schenk Jakab ismerte fel, és bár sokan támadták, Herman támogatásával meghonosította ezt a módszert a gyakorlatban. A magyarországi madárgyűrűzés az első világháború kitöréséig élte első hőskorát, amelynek során 200 madárfaj közel 85 ezer egyedét jelölték meg. Az eredmények nemzetközi elismerést váltottak ki, és például nagy sajtónyilvánosságot kapott az a meggyűrűzött fehér gólya (Ciconia ciconia), melyet a dél-afrikai Natalban ejtettek el. 1909. március 17-én Herman levélben ismertette a gólya útját.
A madár elérte a D. szél. 30° és a K. hossz. 30° alatt fekvő Polelát Natalban. Ez az út szinte egyenesen déli irányban vezetett keresztezve az egyenlítőt, az utazás hossza légvonalban nagyjából 8600 km volt. … a mi gólyánk nagyon mélyen behatolt dél-afrikai barátaink országába, ezért így kell kezelnünk az eset nagy jelentőségét; és reményemet fejezem ki, hogy a gólyák vonulását hamarosan tisztán láthatjuk …

### A magyar halászat

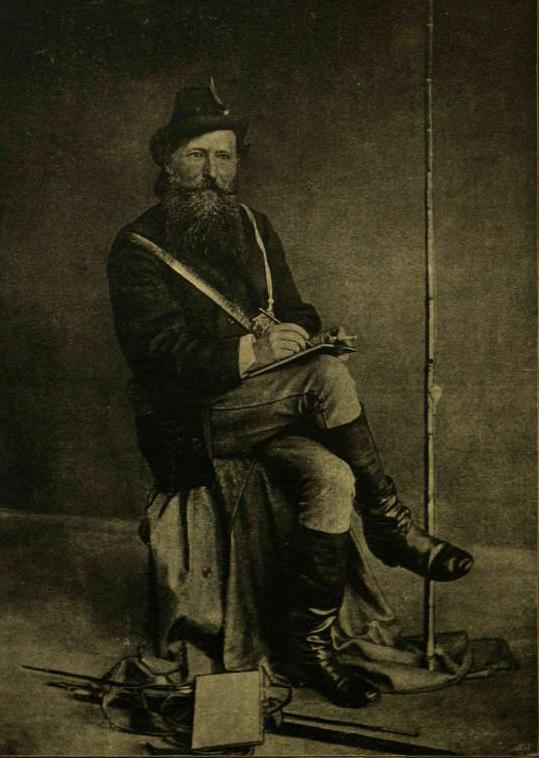
Herman Ottó halászati tanulmányúton

A Nemzeti Múzeumban a madarakkal foglalkozott elsősorban, de rátalált édesapja barátjának, Petényi Salamon Jánosnak kézirati hagyatékára. A városi legenda szerint a Teleki téri piacon egy zöldségesnél talált meg olyan kézzel írott lapokat, amelybe az árus csomagolta az eladott gyümölcsöt. Ezek voltak a híres hátrahagyott Petényi Salamon János-féle kéziratok, amelyek – néhány elveszett kivételével – később megjelentek nyomtatásban. A hagyaték a maga idejében rendkívül fontos tanulmánynak számított. Összesen 62 halfaj életviszonyaira vonatkozóan tartalmazott leírást. Ez a munka azonban elindította őt egy sokkal nagyobb vállalkozás irányába.
Eszembe jutott, hogy a halászat az emberiség ősfoglalkozása, hogy szerszáma, fogása a népismeret, az ősrégészet szempontjából legalább is érdekes lehet: mert hiszen az ősfoglalkozások terén a nép szívósan ragaszkodik mindenhez, ami ősi, hátha egy-egy nyom elvezet oda is, ahol az írott történet eddig néma?
Petényi Salamon „népies” halnevei után kutatva Semsey Andor támogatásával 1883-ban kezdte meg halászati tanulmányait. Négy év alatt hét hónapot töltött halászati gyűjtőúton. Járt minden jelentős magyar folyónál, a Szernye-mocsarakban, az Ecsedi-lápon, a Drávaköz ingoványos területein, a Balaton, a Fertő, a Velencei-tó mentén, a Gyilkos-tónál, több hegyi pataknál, a Szádelő völgyében, Székelyföldön és a Szinvánál, a Bükkben. Az ezeken a helyeken összegyűjtött anyagot a magyar halászati kultúra bemutatásának teljességre törekvő igényével állította össze, osztályozta és rendszerezte.
Az ebből készített feldolgozás 1887-ben jelent meg A magyar halászat könyve címmel, amelynek első kötetében a magyar halászmesterség ősi eszközeit, a különféle halászati módokat, az idevágó néprajzi hagyományokat mutatta be. A második Magyarország halainak leírását, élőhelyeit, életmódját és halászati jelentőségét tartalmazza. A halfajokat, a halászati módok és eszközök bemutatását saját illusztrációkkal színesítette.

### Arachnológiai munkássága
Az emberek nagy része irtózik a pókoktól; ő ezzel a tudatlanságból fakadó ellenérzéssel szállt szembe. Megfigyelte a pókok életét, szövés-fonásukat és a természetben betöltött szerepüket. Összegyűjtött tapasztalatait a Természettudományi Társulat felkérésére írta meg a Magyarország pók-faunája I–III. című műben.
Ludwig Carl Christian Koch, a nagyhírű német természettudós, rovar- és pókkutató nagy elismeréssel szólt a magyarországi pókfaunáról készített tanulmányairól: „Az eddig írt pókászati munkák közül egyikben sem tárgyaltatott a pókok életmódja oly behatóan, oly éles elmével, mint az Ön művében és emellett nem egy új, szerfelett érdekes megfigyelést közöl olyat, amely 25 évi tanulmányaim közben még a magam figyelmét is elkerülte.”
A pókokhoz kötődő munkásságának nagyságát jól mutatja, hogy abban az időben, amikor a pókfaunáról írt, Franciaországban 64, Angliában 304 pókfajt jegyeztek le a tudósok, míg Herman egyedül 328, a monarchia területén élő pókfajt határozott meg.

### Az őskori leletek
1891-ben egy miskolci ügyvéd, Bársony János házának alapozása közben különös köveket talált, amelyekkel felkereste Herman Ottót. A tudós felismerte a leletek jelentőségét és kutatómunkába kezdett. 1893-ban mutatta be nyilvánosan a fellelt darabokat, amelyeket franciaországi tapasztalatok alapján körülbelül 40 000 évesre becsült kőszerszámoknak nevezett. A felfedezésről először 1893. február 19-én számolt be a Természettudományi Társulat ülésén, majd az Archeológiai értesítő 1893. évi számában is megjelentette.
Ez volt az első bizonyíték arra a ma már elfogadott tényre, hogy Magyarország területén is éltek ősemberek. Ebből azonban komoly vita bontakozott ki, nem is annyira a leletek pontos kora, mint valódiságát illetően. Sokan elképzelhetetlennek tartották, hogy a Kárpát-medencében őskori kultúra lett volna, nagyhírű hazai és európai régészek vonták kétségbe elméletét.
Herman nem hagyta magát eltántorítani, hosszas vitákban védte álláspontját, és pénzt is szerzett ahhoz, hogy a Magyar Állami Földtani Intézet munkatársai megkezdhessék az ez irányú kutatásokat. 1906-ban Kadić Ottokár, a fiatal geológus eredt az ősember nyomába. Több barlangot is feltárt a Bükk-vidék területén, mire a Szeleta-barlangban megkezdett ásatások alá nem támasztották Herman állítását.

## Politikai szerepvállalása
Kolozsváron lett először a politikai élet fontos szereplője. Akkoriban többször előfordult, hogy a kolozsváriak a kormánypárt ellen tüntetéseken adtak hangot nemtetszésüknek. 1869-ben és 1872-ben az összesereglett külvárosi nép már majdnem a hadsereg szuronyainak ment. Herman Ottó kiváló szónoki tehetségével meggyőzte őket az értelmetlen harcról, és neki köszönhetően inkább hazamentek a tüntetők. Ezekben az időkben lett a Magyar Polgár főmunkatársa, és benne volt a dolgok sűrűjében, hisz a nyomda udvarában lakott. Délelőtt újságot szerkesztett, míg délután, ha maradt ideje, bogarászott.
Kies völgy, a Bükk tövén,

Egy kis házban tanyázom én,

Mohos sziklák, erdők védik,

Bár lakhatnám itt mindétig.

Csendes hely, csak a patak zúg,

Erdőn csak a vadgalamb búg,

Reggel ébreszt, este ringat,

Világ zaja ide nem hat. 
Budapesti tartózkodása idején első nyilvános politikai beszéde egy népgyűlésen a hallgatóság nagy tetszését kiváltva hangzott el. Az 1877. december 16-án Plevna ostroma miatt szervezett tiltakozáson a törökbarát magyarság nevében szólalt fel. Politikai támogatója volt Kossuth Lajos, akivel kölcsönösen tisztelték egymást. A két tudós és politikus elme nemcsak levelezésből ismerte egymást, személyesen is találkoztak 1877-ben, 1887-ben és 1893-ban, amikor Herman az emigrációban felkereste a kormányzót. A kiegyezés utáni magyar belpolitika kiemelkedő közszereplője lett a Függetlenségi Párt tagjaként, és első képviselői mandátumát is jelentős részben Kossuthnak köszönhette.
Szegeden 1879. október 27-én a város II. (alsóvárosi) választókerülete magához Kossuth Lajoshoz fordult jelöltért, aki nekik Herman Ottót ajánlotta. A szegediek küldöttsége megjelent nála, és arra kérték, hogy menjen el hozzájuk bemutatkozni. Ő akkor olyan, nála nem is szokatlan módon, éppen pénzszűkében volt, ezért elment bizalmas barátjához, Szily Kálmánhoz kölcsönkérni. A tőle kapott harmincöt forintból a kortesút végén visszahozott tizenhét forintot, és így került be a parlamentbe.
A közéleti szerepvállalásának eredményeként elnyert képviselői fizetés végre megszabadította a napi megélhetési gondoktól. 1879–1883 között Szeged, 1893–1896 között Miskolc, majd Törökszentmiklós országgyűlési képviselője volt.
Az 1870-es évek közepén az elsők között kezdett politikai harcot, amelyet aztán parlamenti képviselőként is folytatott, hogy a több mint félmillió hold szőlőterületet pusztító filoxéra ellen hathatós védekezést folytassanak. A témában számos írást és tanulmányt készített. Több alkalommal parlamenti vitákban, ha kellett akár könyörtelenül is opponálta a védekezés gondjait és lehetséges irányait.
Tudományos munkásságát és politikusi tevékenységét nem lehet teljesen szétválasztani, és az a Herman Ottó, akinek vérében volt a vita, élete során nem mindig okkal és alappal, de mégis számtalan polémiába keveredett. Ezek közül az egyik híresebb eset jó példa arra, hogy a politikában hogyan hasznosította ornitológiai ismereteit: ez az 1887-es úgynevezett vadgalambpör, amelynek alapja az volt, hogy Gyulai Pál Az erdei lak című versében megemlítette a vadgalambot, amely a Bükk tövében lévő kis háznál búg. Gyulai Herman régi politikai ellenlábasa volt, aki ráadásul még a Főrendiháznak is tagja volt, ezért úgy érezte, hogy nem tűrheti, hogy meghamisítsa az ornitológiát. Harcos hangvételű cikket írt a Budapesti Hírlapban, mert azon a helyen nem lehetett vadgalamb (Columba oenas), ott a vadgerle (Streptopelia turtur) és az örvös galamb (Columba palumbus) fordul elő. Ebből aztán hónapokig tartó purparlé kerekedett, amelyet megoldani a mai napig sem tudtak. A „periratokat” Herman Ottó azzal a megjegyzéssel zárta le, hogy: „csak egyikünk halálával fog végződni”.
Kossuth Lajos elismeréssel illette, és nagyra tartotta tudományos munkásságát, de ellentmondásos politikai tevékenységét többször bírálta. Például 1875-ben, amikor iparpártot akart létrehozni a magyar iparosok és kereskedők képviseletére. Ezt a fajta osztályhoz kapcsolódó politikai szerveződést elítélte, és ezt mondta róla: „Mert hát a ki közép osztályt mond, az felső osztályt és alsó osztályt is mond, valakit maga alá teszen, valakit maga fölébe helyez.” Hasonlóképpen bírálta az 1877–78-as orosz–török háború elleni tiltakozó mozgalmakban betöltött vezető szerepét is.
A fiatalkori forradalmi hevületét, a rombolva építő felfogást egy békés és építő jellegű politikai szerepvállalás követte. Politikusként nem sorolható a dualizmuskori kiemelkedő vezéregyéniségek közé, hiszen megnyilvánulásai inkább sajátos színezetet adtak az akkori politikai életnek, mintsem országos jelentőségűek lettek volna. De politikai tevékenységének jelentős eredménye, hogy sokat tett a Kossuth-kultusz megteremtéséért.
Kossuth temetésén Jókai Mór, Horánszky Nándor és Herman Ottó mondott halotti beszédet. Így búcsúzott tőle: „Temessenek Cheopsz romjai alá; döntsék sírodra Ázsia eget ostromló hegységeit, minden hiába: Te fel fogsz támadni!” A nagy példakép elvesztése után azonban már ő sem volt a régi. A századforduló után politikailag teljesen elszigetelődött. Mandátum nélkül maradt, és kiábrándultan visszavonult a politikai mozgalmaktól.

## Emlékezete
Számos forrásértékű természettudományi tanulmány készítője, hagyatéka összesen 5940 oldalt tesz ki. 14 könyve jelent meg, emellett mintegy 1140 cikket, tanulmányt, előadást is publikált, 36 új pókfajt írt le. Napjainkban számos iskola, egyesület viseli a nevét, például Miskolc egyik legnagyobb középiskolája, a Herman Ottó Gimnázium. 1953-ban a Borsod-Miskolci múzeum felvette a Herman Ottó Múzeum nevet. 1960-ban a Magyar Posta Herman Ottó születésének 125. évfordulója alkalmából Vertel József és Kékesi László grafikusművészek által tervezett emlékbélyeget bocsátott ki. A magyar karszt- és barlangkutatók elismerésére alapították a Herman Ottó-érmet és csoportok, kollektívák részére a Herman Ottó-emléklapot. Kadić Ottokár javaslatára, a tudós polihisztor iránti tiszteletadás jeléül, 1915-ben barlangot neveztek el róla. A Herman Ottó-barlang Miskolctól nyugatra, a Szinva patak völgyében található. Róla nevezték el a Baranya vármegyében található Orfűi tórendszer harmadik tagját, amely az Orfű községhez csatolt Tekeres külterületén található 28,2 hektár vízfelületű Herman Ottó-tó. Róla neveztek el egy csipkéspoloskafajt, a Lasiacantha hermanit (Vásárhelyi, 1977). Budapest II. kerületében utcát neveztek el róla, és ebben az utcában található az MTA Növényvédelmi Kutatóintézete.
1890-ben épült egykori lillafüredi háza (amit ő Pele-laknak nevezett) egy darabig a nevét viselő turistaház, ma Herman Ottó Emlékház néven két állandó kiállításnak ad otthont. Az egyik a tudós életét mutatja be, a másik a Bükk-vidék élővilágát. Budapestről 1965-ben hamvait Miskolc város tanácsa elhozatta, hogy végakaratának megfelelően a hámori temetőben helyezze el. Síremlékét Varga Miklós miskolci szobrász készítette, amelyet 2013-ban Kovács László miskolci önkormányzati képviselő átépíttetett, de a tiltakozások miatt visszaállították az eredeti síremléki formát. Munkásságára emlékezve évente megrendezik Magyarországon a Herman Ottó országos biológiaversenyt, és a Herman Ottó Versenyt. Emlékezetére Miskolc város közgyűlése Herman Ottó tudományos díjat alapított, amit minden évben Miskolc város ünnepe keretében adnak át. Első kitüntetettje 2001-ben Kárpáti László muzeológus volt. Halálának századik évfordulóján, 2014-ben, a Nemzeti Környezetügyi Intézet országos, állami Herman Ottó-emlékévet szervezett a tudós és munkássága tiszteletére. A 100. évforduló alkalmából Miskolc város közgyűlése 2014-ben posztumusz díszpolgári címet adományozott számára.
2014 decemberében, halálának centenáriumán a Duna Televízió megkezdte a tudósról szóló, négyrészes dokumentumfilm-sorozatának vetítését Herman Ottó, az utolsó magyar polihisztor címmel.

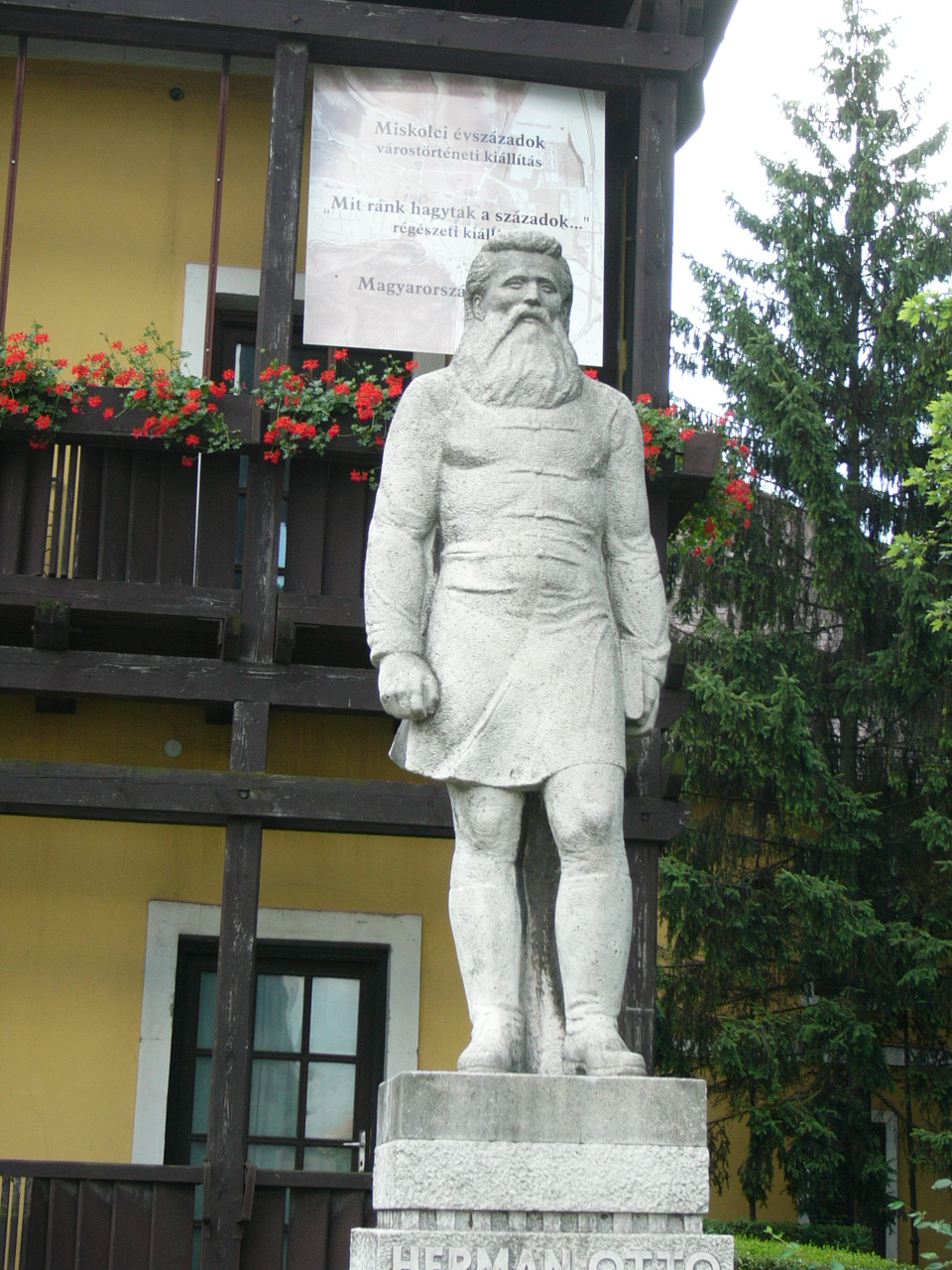
Szobra a miskolci Herman Ottó Múzeum kiállítási épülete előtt
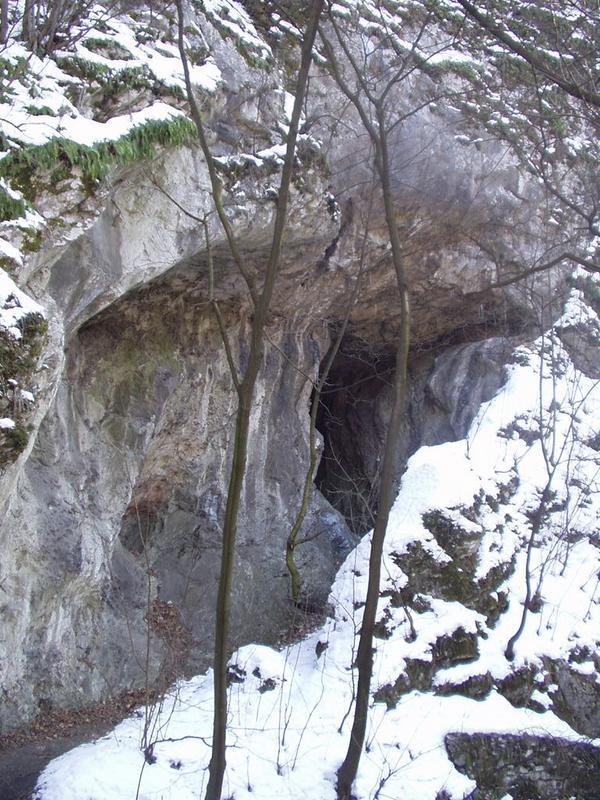
A Herman Ottó-barlang bejárata
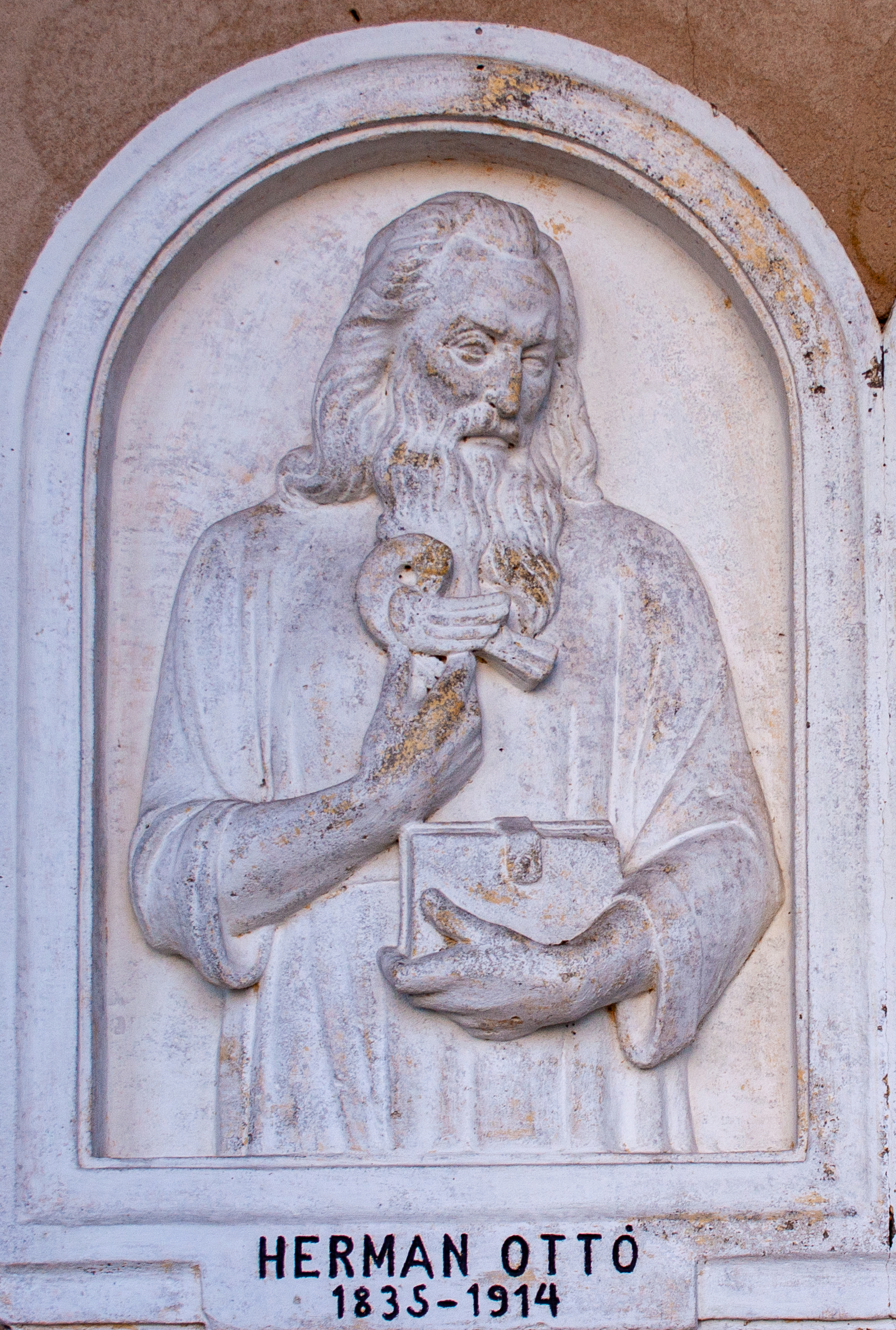
Dombormű a szegedi Dóm téren
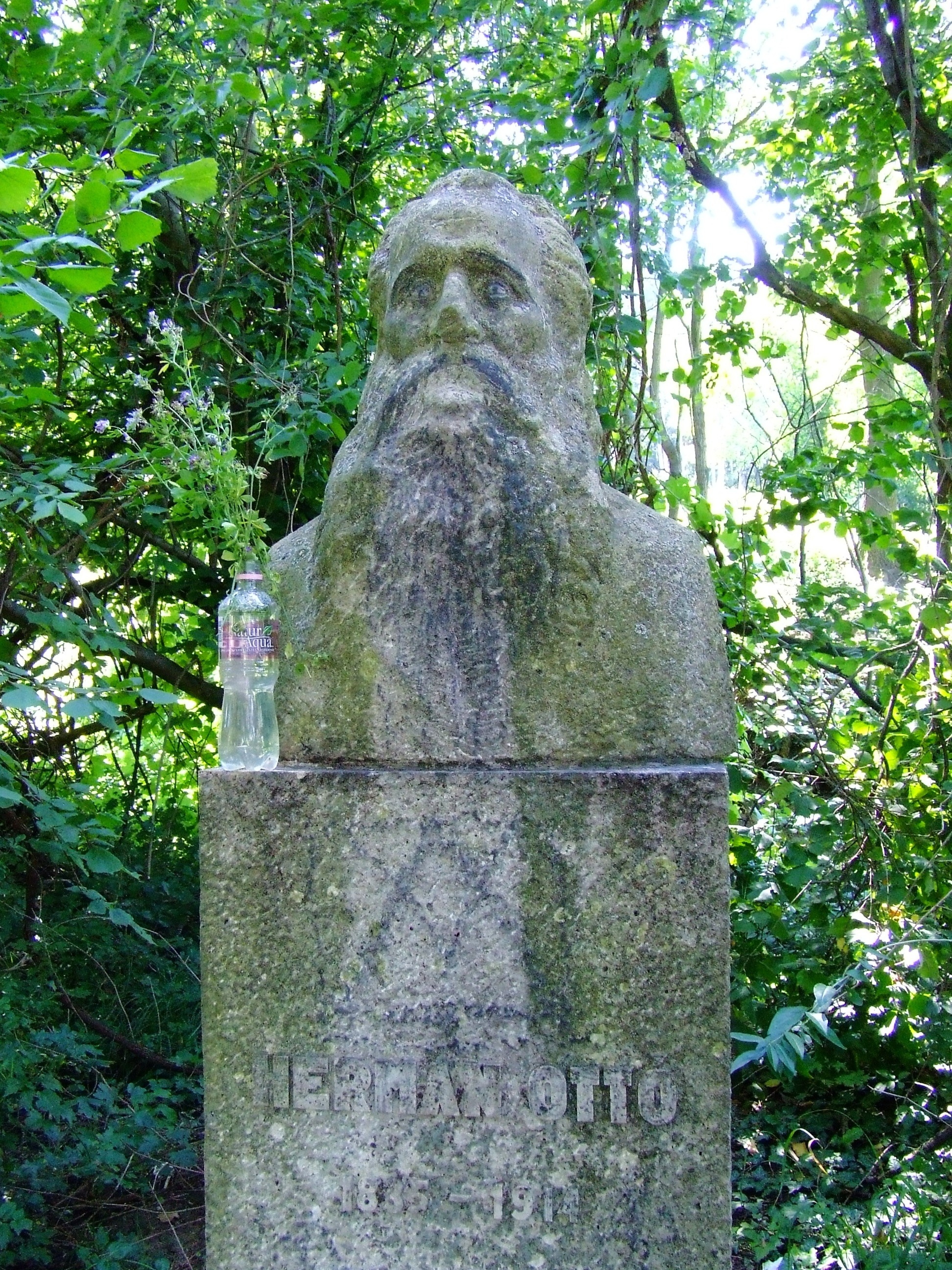
Herman Ottó büsztje Orfűn, a Pécsi-tó partja közelében
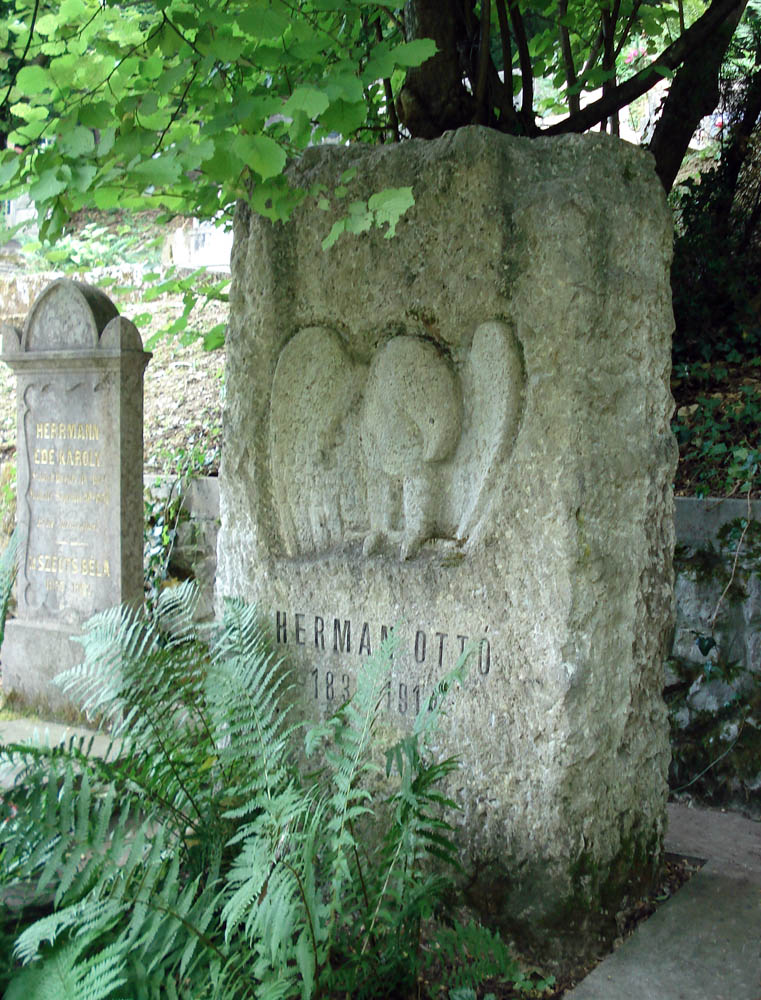
Herman Ottó síremléke a felsőhámori köztemetőben (Varga Miklós alkotása)
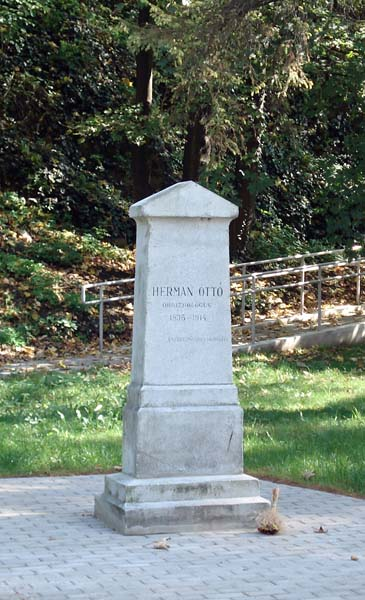
Herman Ottó Budapestről áthozott sírköve a Pele-lak kertjében
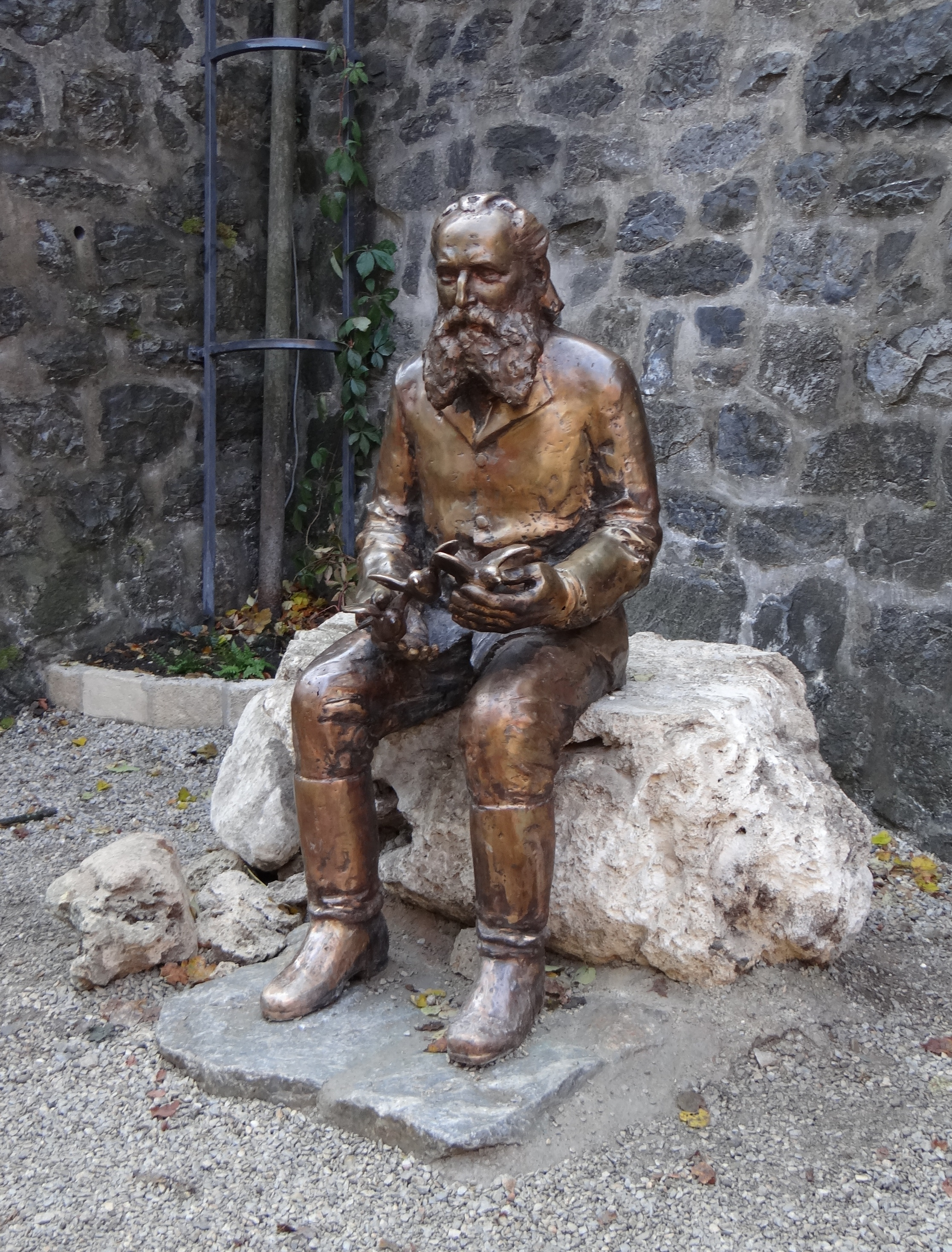
Herman Ottó bronzszobra a lillafüredi Palotaszálló függőkertjében (Varga Éva alkotása)
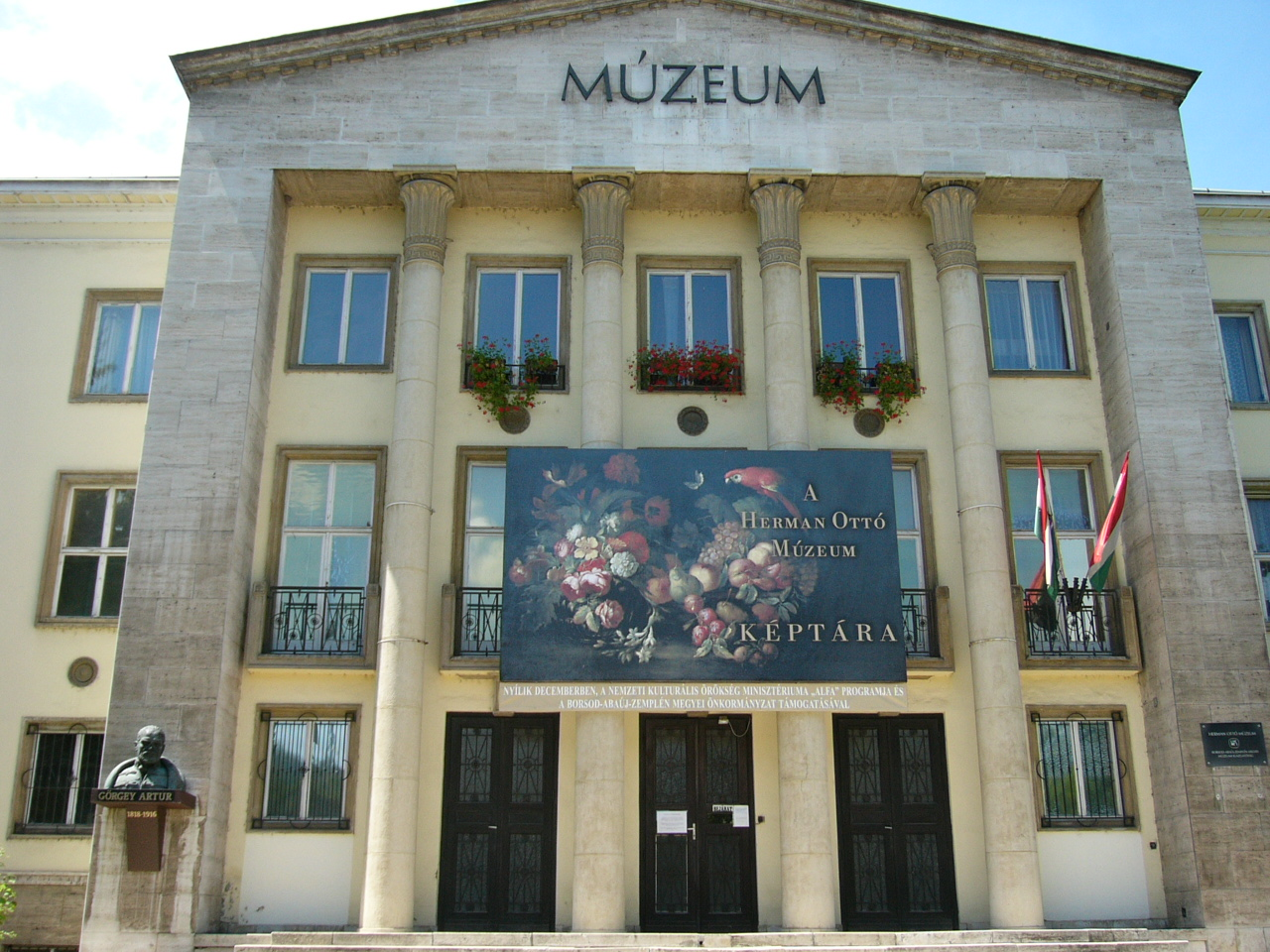
A Herman Ottó Múzeum képtárának bejárata Miskolcon
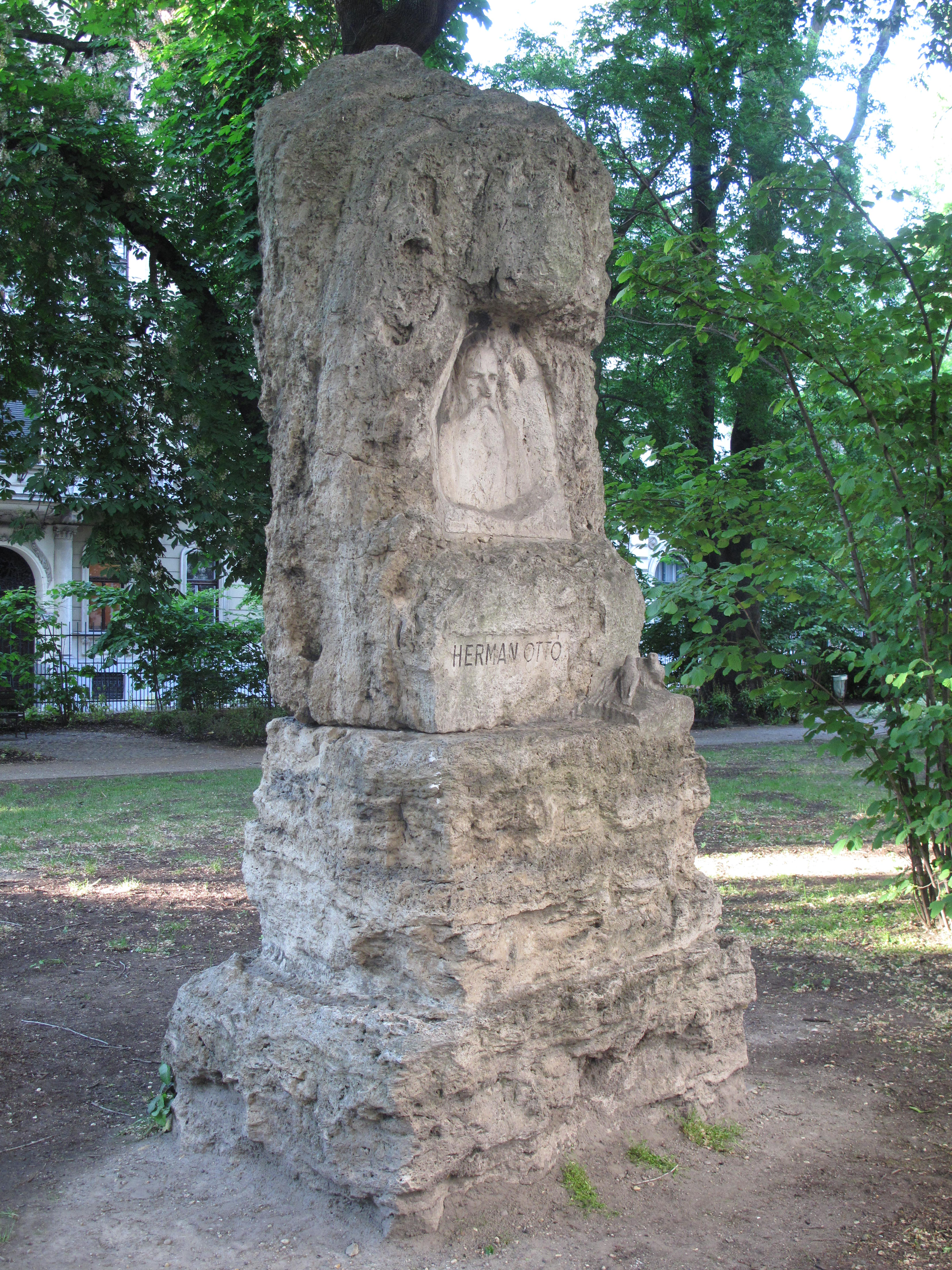
Herman Ottó emlékkő a Magyar Nemzeti Múzeum kertjében (Horvay János alkotása)
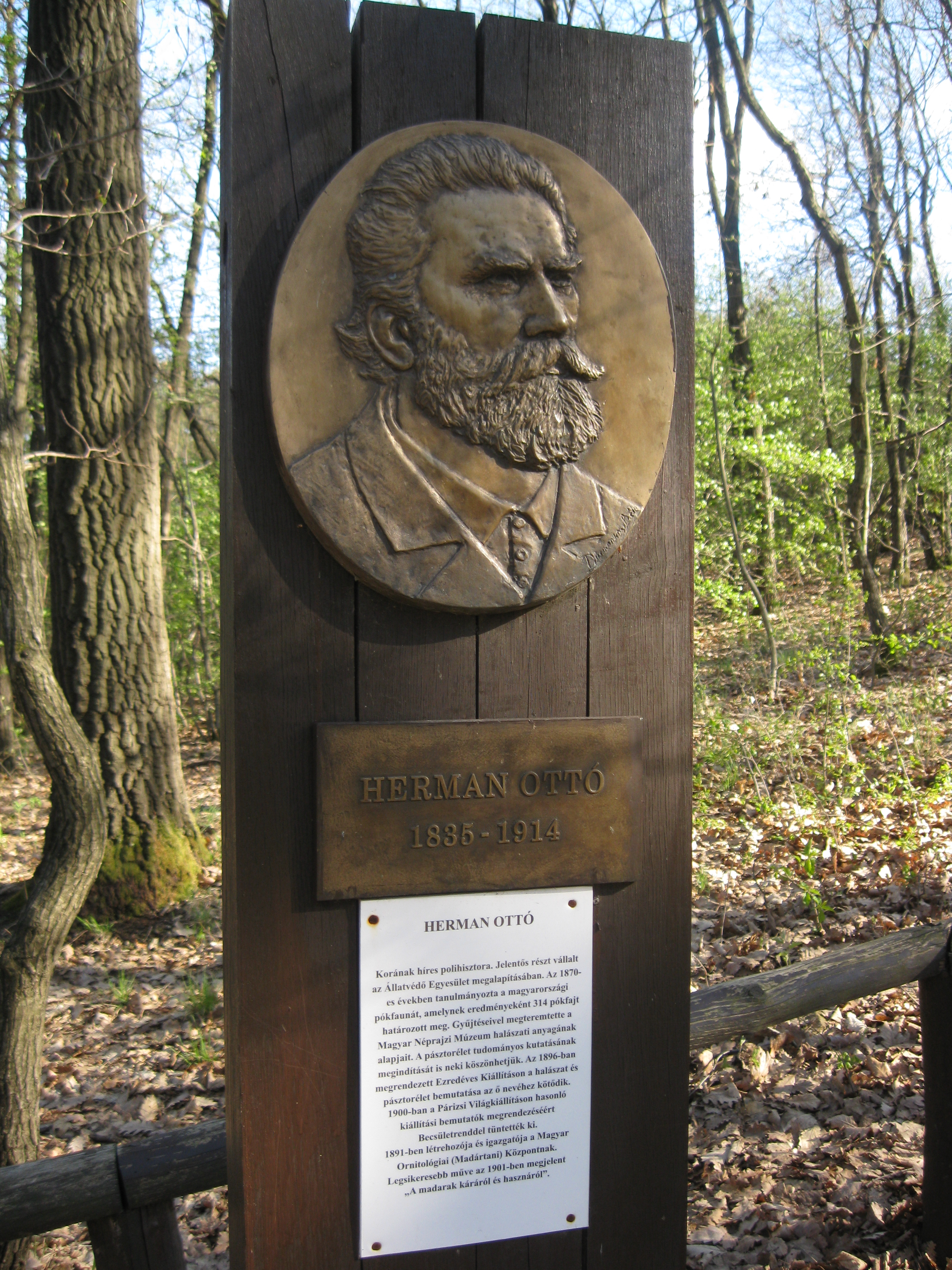
Herman Ottó-emléktábla – Budakeszi Vadaspark
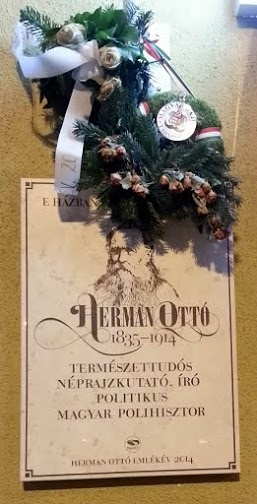
Emléktáblája a XII. kerületben

## Művei
A Herman-bibliográfia hatalmas számot, 1140 tételt tartalmaz. Önálló kötetei és részközleményként megjelent munkái mellett jelentős levelezést is folytatott. Az alább felsorolt művei közül ezért csak a jelentősebbek vannak felsorolva:
- Falco subbuteo Linné (A kabasólyomról szóló első írása). Erdélyi Múzeum-Egyesület évkönyvei. III. (1864–1865)
- Erdély bőr- és egyenesröptűi. Kolozsvár, 1871
- Reliquia Petényiana (1879)
- Magyarország pók-faunája I–III. 1876–1879
- Védjük az állatokat. Budapest, 1882
- Az állatok védelme : a budapesti állatvédő egyesület II. kiadványa. Budapest, 1883
- Természetrajzi füzetek (szaklap indítója, szerkeszti 1877–1886)
- Ősi nyomok a magyar népies halászatban. Budapest, 1885[37]
- Kossuth és Erdély ügye. Budapest, 1886 Online
- A magyar halászat könyve. I–II. Budapest, 1887, Természettudományi Könyvkiadó Vállalat
- A halgazdaság rövid foglalatja. Budapest, 1888, Természettudományi Könyvkiadó Vállalat[38]
- Petényi János Salamon a magyar tudományos madártan megalapítója. Budapest, 1891
- A miskolci paleolith lelet. Budapest, 1893
- Az északi madárhegyek tájáról. Budapest, 1893, Természettudományi Könyvkiadó Vállalat
- Aquila (madártani lap indítója, 1893-tól haláláig szerkesztette. Ma is megjelenő lap)
- Herman Ottó: Úti rajzok és természeti képek; François de Tott alapján, sajtó alá rend. Révy Ferenc; Méhner Ny., Bp., 1894 (A Mária Dorothea-Egylet könyvtára)
- A madárvonulás elemei Magyarországban 1891-ig. Budapest, 1895[39][40]
- Az ősfoglalkozások. Halászat és pásztorélet. Budapest, 1898
- A magyar ősfoglalkozások köréből. Budapest, 1899
- A madarak hasznáról és káráról. Budapest, 1901, Természettudományi Könyvkiadó Vállalat
- A magyar nép arca és jelleme (MEK). A documents.pageflip-flap.com-on. Budapest, 1902, Természettudományi Könyvkiadó Vállalat
- A madarak és fák napja Magyarországon. Budapest, 1906
- Az 1902. évi nemzetközi madárvédelmi egyezmény és Magyarország. Budapest, 1907[41]
- A magyarok nagy ősfoglalkozása. Előtanulmányok. Budapest, 1909[42]
- A magyar pásztorok nyelvkincse. Budapest, 1914, Természettudományi Könyvkiadó Vállalat
- Arany, Tompa, Petőfi, és a népköltés madárvilága. Budapest, 1892–1914
- Természeti képek. Budapest, 1959
- A zsidókérdésről. A pszichiátria és a zsidóüldözés; Szenci Molnár Társaság, Bp., 2000 (A Herman Ottó Társaság nemzetpolitikai sorozata)
- Erdők, rétek, nádasok. Válogatás Herman Ottó műveiből; vál., átdolg., szerk. Szepesi Attila; 2. bőv. kiad.; Palatinus, Bp., 2001